# Edin Šaranović
Edin Šaranović (ur. 8 marca 1976 w Tešanju, zm. 22 sierpnia 2021 w Monachium) – bośniacki piłkarz występujący na pozycji napastnika. W swojej karierze reprezentował barwy TOSK Tešanj, FK Sarajevo, Pogoni Szczecin, Sokoła Saratów, Kamen Ingrad Velika, NK Slaven Belupo, Međimurje Čakovec, Primorje Ajdovščina, NK Zadar, Olimpiku Sarajewo i Slobody Tuzla. Dwukrotnie wystąpił w reprezentacji Bośni i Hercegowiny.
W sierpniu 2021 w Niemczech przeszedł zawał mięśnia sercowego, po którym przez 6 dni przebywał w szpitalu w śpiączce farmakologicznej, a 22 sierpnia 2021 zmarł.

## Sukcesy

### FK Sarajevo
- Puchar Bośni i Hercegowiny: 2002